# Серебрянский, Николай Ильич
Николай Ильич Серебрянский (1872—1940) — русский богослов-историк.

## Биография
Родился 1 (13) декабря 1872 года в семье священника погоста Крекшино Островского уезда Псковской губернии.
Окончил Псковское духовное училище (1886) и Псковскую духовную семинарию (1892). В 1894 году поступил на историко-филологический факультет Варшавского университета, но после 1-го курса отправился в Москву, где поступил в Московскую духовную академию. После её окончания в 1898 году, с февраля 1899 года занимал должность помощника инспектора Смоленской духовной семинарии, а в конце года был переведён преподавателем греческого языка в Торопецкое духовное училище.
С октября 1903 года он преподавал в Псковской духовной семинарии: сначала — историю, обличение русского раскола и обличительное богословие, а затем — греческий язык.
В августе 1909 года защитил магистерскую диссертацию, которая была отмечена в 1910 году премией митрополита Макария (1910) и половиной Уваровской премии.
С апреля 1914 года он преподавал всеобщую и русскую гражданскую историю в Костромской духовной семинарии.
С октября 1916 года — доцент Московской духовной академии, а после защиты докторской диссертации по истории русской церкви в мае 1917 года стал ординарным профессором академии.
С 1918 года преподавал в Православной народной академии, в 1919—1920 годах был профессором Воронежского университета; в 1921—1923 годах был преподавателем педагогического техникума в Святых горах.
В 1923 году он был привлечён к работе в Славянской научной комиссии при отделении русского языка и словесности Академии наук; с 1925 года был научным сотрудником Славянского отделения Библиотеки академии наук в Ленинграде.
Во время «чистки» аппарата Академии наук в 1929 году был уволен. В 1930 году арестован и в 1931 году приговорён к десяти годам лагерей на Соловках, заменённых в 1932 году ссылкой под Кострому. В 1938 году был вновь арестован, приговорён к пяти годам лагерей и отправлен в Сиблаг, где и умер в мае 1940 года.